# James Halliwell-Phillipps
James Orchard Halliwell-Philips (født 21. juni 1820, død 3. januar 1889) var en engelsk litteraturhistoriker. 
Halliwell studerede i Cambridge, især
Litteraturhistorie, og gjorde sig først rigtig bekendt
ved Dictionary of Archaic and Provincial Words
(2 Bd 1847; senere udkommet i talrige ny Opl.).
Af hans øvrige Værker, der for en stor Del
samler sig om Shakespeare og har gjort ham
til en af vor Tids mest fremragende
Shakespeare-Forskere, kan nævnes Shakespeariana
(1841), Life of Shakespeare (1848) (senere
under Titlen Outlines of the Life of Shakespeare
[7. Opl. 1887]); 1852—65 besørgede han en
ypperlig Udg. af Shakespeares Værker i 16
Bd med Kommentar og gode Illustrationer;
endvidere Stratford-upon-Avon in the Time of
the Shakespeares (1864), Stratford Records and
Shakespeare Autotypes (1885).